# Colorante diretto
I coloranti diretti sono una classe di coloranti costituiti da sali di sodio di acidi solfonici aromatici che vengono applicati in soluzioni neutre.
Data la presenza di gruppi solfonici, sono coloranti solubili in acqua la cui solubilità aumenta con la temperatura. Sono chiamati diretti perché tingono direttamente la fibra cellulosica senza ausilio di mordente. Per spostare l'equilibrio del colorante dal bagno al substrato, vengono impiegati elettroliti come cloruro di sodio o solfato di sodio. Le temperature di tintura vanno dai 90 °C ai 98 °C e dipende dal tipo di macchina utilizzata per la tintura: più s'incrementa la temperatura, più il colorante diretto migra e ugualizza meglio sul substrato.
Sono molto usati nel mercato d'abbigliamento, ma rispetto ai coloranti reattivi si caratterizzano per una minore solidità al lavaggio